# Ivannea, Kremeneț
Ivannea (în ucraineană Івання) este un sat în comuna Starîi Oleksîneț din raionul Kremeneț, regiunea Ternopil, Ucraina.

## Demografie
Componența lingvistică a localității Ivannea
     Ucraineană (100%)
Conform recensământului din 2001, toată populația localității Ivannea era vorbitoare de ucraineană (100%).